# I'll Be There for You
 I'll Be There for You —en català: «Seré allà per tu»— és el tema principal de la sèrie de l'NBC, Friends. Aquesta cançó va ser composta el 1994 per a la sèrie per Michael Skloff i Allee Willis i interpretada pel grup The Rembrandts. La cançó va estar com a núm.1 vuit setmanes al  Billboard Hot 100 Airplay.

## Àlbum
Al principi, la cançó només estava en el CD dels Rembrandts, la qual cosa va fer que les vendes d'aquest grup augmentessin. Finalment es va fer la banda sonora de la sèrie on s'inclou aquesta cançó dues vegades, la versió per TV i la normal.
“I'll Be There for You” s'ha inclòs en els següents àlbums:
- Friends: Music From The TV Series (1994 recopilació de bandes sonores)
- L.P. - The Rembrandts (1995)
- Friends Again (1999 recopilació de soundtracks)
- Serial TV: Els Plus Grands Hits Des Séries TV (recopilació)
- Happy Songs (recopilació)
- Billboard Top Hits: 1995 (recopilació)

## Durada
- CD maxi senzill europeu
  - «I'll Be There for You» - 3.09
  - «Fixin' to Blow» - 5.03
  - «Just the Way It is Baby» - 4.06
  - «Snippets Medley» - 6.46

## Videoclip
El videoclip es va popularitzar arreu del món ja que va comptar amb la participació de tots els actors de la sèrie, cantant i ballant, fent el paper de la banda, juntament amb el grup.